# 112-я танковая бригада
112-я танковая Краснознамённая бригада «Революционная Монголия» — танковая бригада Красной армии ВС СССР годов Великой Отечественной войны.
Сокращённое наименование — 112 тбр
На вооружении были именные танки (танковая колонна «Революционная Монголия») подаренные Монгольской Народной Республикой РККА, отсюда и именное наименование «Революционная Монголия».

## История формирования

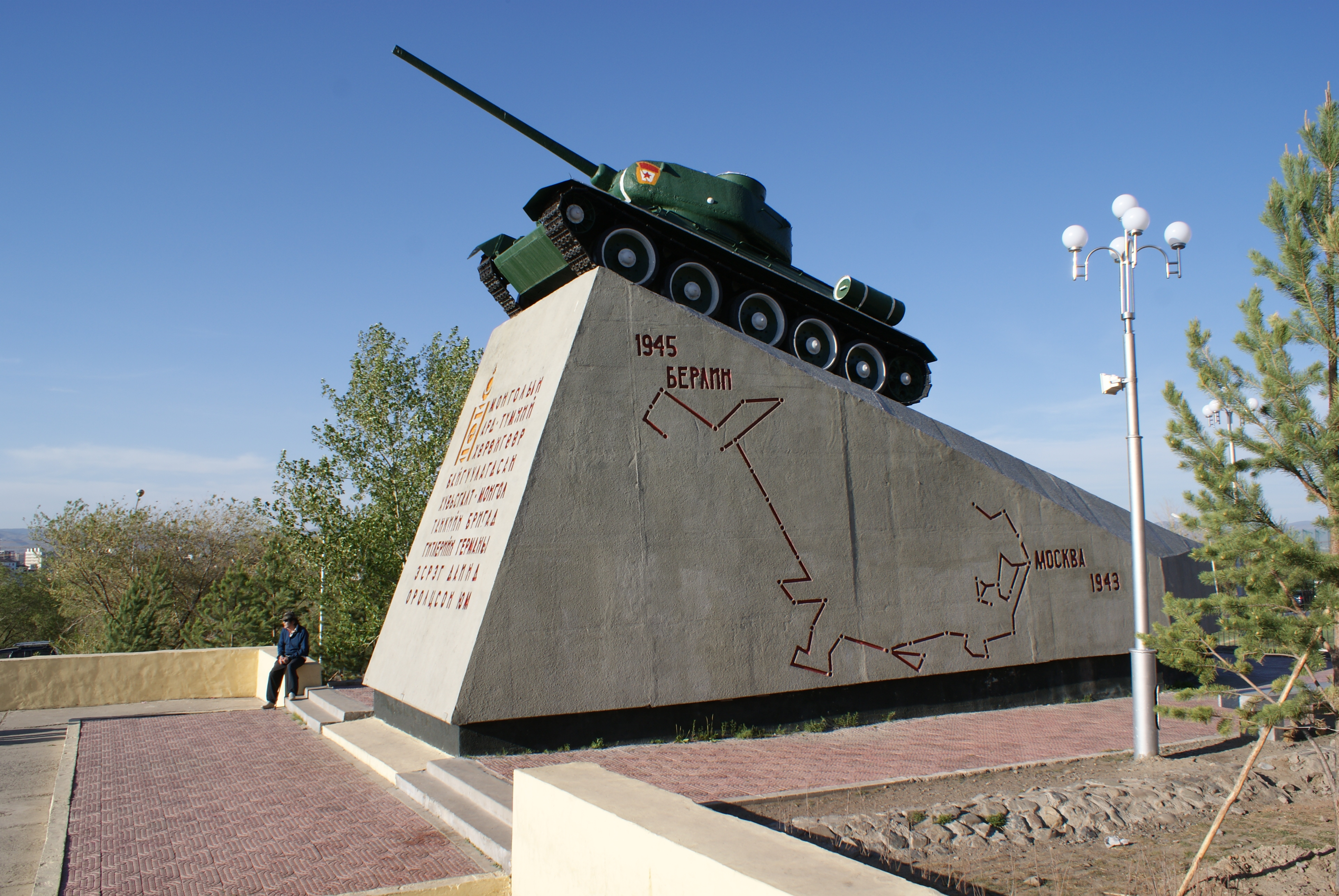
Танк из 112 бригады на монументе, изображающем её боевой путь в Великую Отечественную войну (у подножия холма Зайсан-Толгой, Улан-Батор).

Высокие потери действующей армии в приграничных боях и захват вермахтом больших территорий в течение лета 1941 года заставили руководство страны не только срочно сформировать резервы, но и использовать уже готовые соединения Дальневосточного фронта. В августе 1941 года командующему Дальневосточным фронтом генералу И. Р. Апанасенко была поставлена задача: укомплектовать и отправить на запад несколько дивизий, в том числе танковых.
Почти одновременно в октябре — ноябре были отправлены на запад: 58-я танковая дивизия генерала A. A. Котлярова, 61-я танковая дивизия — полковника Б. М. Скворцова, 60-я танковая дивизия — генерал-майора А. Ф. Попова, а также 112-я танковая дивизия.
112-я танковая дивизия сформирована в августе 1941 года, в Приморском Крае на базе 122-го танкового полка 239-й механизированной дивизии 30-го механизированного корпуса и двух бригад.
Формирование дивизии было поручено полковнику А. Л. Гетману. Заместителем командира дивизии был назначен Платон Юрьевич Михайлов, военным комиссаром дивизии стал полковой комиссар Ефим Викторович Безносов, на должность начальника штаба назначен полковник Михаил Трофимович Леонов.
В октябре дивизия была отправлена на Западный фронт, начала боевые действия 12 ноября 1941 года, в районе Подольска в составе подвижной группы под командованием генерал-майора П. А. Белова. 18 ноября нанесла контрудар по 17-й танковой дивизии немцев в районе города Тула. В составе 50-й армии участвовала в контрнаступлении под Москвой, освобождала Ясную Поляну. 21 декабря 1941 года в составе подвижной группы генерал-майора В. С. Попова первой вошла в Калугу. 
На основании приказа военного совета 50-й армии от 2 января 1942 года 112-я танковая дивизия была переформирована в 112-ю танковую бригаду с сохранением её номера и номеров полков, ставших батальонами. Также на формирование бригады был обращён 131-й отдельный танковый батальон, имевший по списку 23 танка, а по факту — 3 танка МК-3 Валентайн. Переформирование дивизии в бригаду проходило без вывода её из боёв. По окончании формирования бригада была укомплектована личным составом полностью, за исключением мотострелкового батальона. Из 68 танков по штату она имела в строю 22.
Ко Дню Красной Армии бригада была пополнена техникой в виде новых танков Т-34.
3 мая 1942 года бригада была награждена орденом Красного Знамени, за образцовое выполнение боевых заданий командования на фронте борьбы с немецкими захватчиками, успешные бои под Москвой, Серпуховом, Тулой, Юхновом, Мосальском, Жиздрой, Можайском, Козельском и проявленные при этом доблесть и мужество.

### Помощь Монгольской Народной Республики

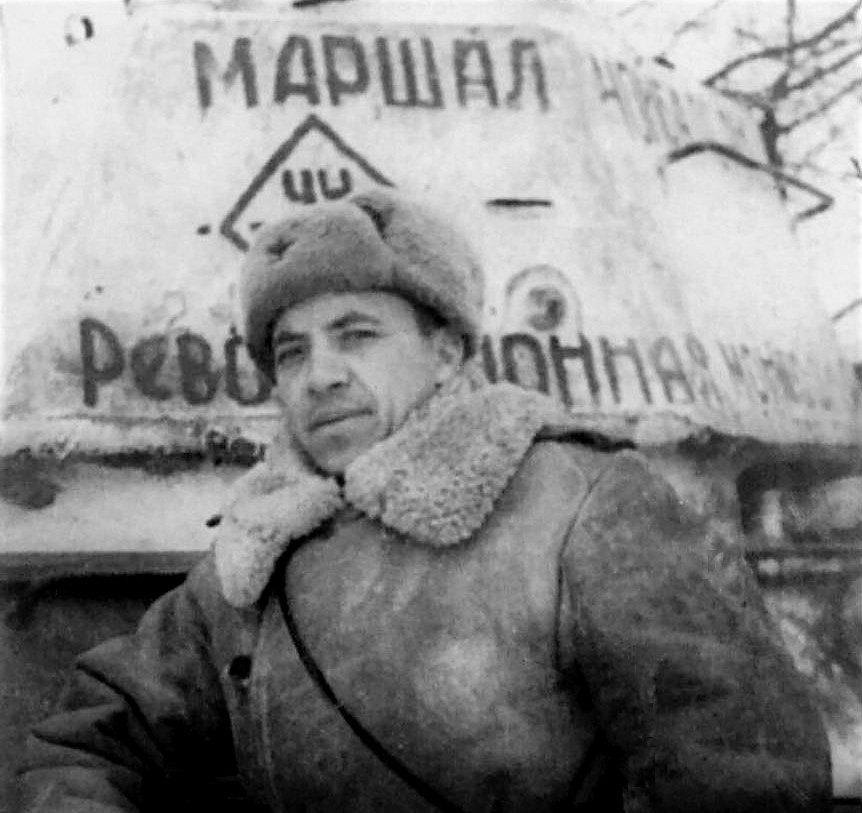
Начальник штаба 112-й танковой бригады подполковник И. И. Гусаковский возле танка Т-34 «Маршал Чойбалсан» танковой колонны «Революционная Монголия». Январь 1943 года

К февралю 1942 года во Внешторгбанк СССРпоступило финансирование из МНР на постройку танков: тугриков — 2,5 млн, американских долларов — 100 тыс. золото — 300 кг (в валюте СССР — 3,8 млн рублей).
12 января 1943 года в Кубинку прибыла монгольская правительственная делегация для передачи 112-й Краснознамённой танковой бригаде танковой колонны «Революционная Монголия». Делегацию МНР возглавлял маршал Х. Чойбалсан. Один танк презентовался от него лично. Делегация была встречена генерал-лейтенантом танковых войск Н. И. Бирюковым, а также командирами и политработниками бригады. Перед строем бригады состоялся митинг, на котором с краткой речью выступил маршал Чойбалсан, в числе прочего он заявил, что Правительство МНР полностью принимает на себя вещевое и продовольственное снабжение 112-й танковой бригады до конца войны. После выступления знатной скотоводки Цегмит и Героя МНР комбрига Гонгора, делегаты осмотрели танки, побеседовали с танкистами и лично вручили им паспорта на боевые машины. После митинга перед трибуной прошли все 53 танка (32 —Т-34 и 21 Т-70), на каждом танке имелась надпись «Революционная Монголия», кроме того каждому танку было присвоено особое название:
танки Т-34
- «От арат Центрального аймака»;
- «От арат Баин-Xoнгорского аймака»;
- «От арат Жабхалант-Шарбинского аймака»;
- «От арат Восточно-Гобийского аймака»;
- «От арат Южно-Гобийского аймака»;
- «От арат Средне-Гобийского аймака»;
- «От арат Гоби-Алтайского аймака»;
- «От арат Баин-Ульгийского аймака»;
- «От арат Косогольского аймака»;
- «От арат Убурхангайского аймака»;
- «От арат Восточного аймака»;
- «От арат Селенгинского аймака»;
- «От арат Булганского аймака»;
- «От арат Арахангайского аймака»;
- «От арат Дзанхынского аймака»;
- «От арат Убсанурского аймака»;
- «От арат Кобдосского аймака»;
- «От арат Кентейского аймака»;
- «От трудящихся Улан-Батора»;
- «Сухэ Батор»;
- «Маршал Чойбалсан»;
- «От ревсомольцев МНР»;
- «От цириков и командиров МНРА»;
- «От рабочих и служащих Промкомбината им.  Чойбалсана»;
- «От пограничников МНР»;
- «От народного ополчения МНР»;
- «От советских граждан в МНР»;
- «От Совета Министров МНР»;
- «От ЦК МНРП»;
- «От Малого хурала МНР»;
- «Бумценде»;
- «Хатан-Батор Максаржаб»

Танки Т-70
- «От работников народного просвещения МНР»;
- «От угольщиков МНР»;
- «От рабочих госхозов и МСС МНР»;
- «От пионеров и школьников МНР»;
- «От монгольских женщин»;
- «От женщин советской колонии в МНР»;
- «Монгольский чекист»:
- «Арат»;
- «От профсоюзов МНР»;
- «От медработников МНР»;
- «От интеллигенции МНР»;
- «От партизан МНР»;
- «От промкооперации МПР»;
- «От работников Монкоопсоюза»;
- «От работников искусств МНР»;
- «От китайских граждан, проживающих в МНР».

### Преобразование бригады
Указом Президиума Верховного Совета СССР № 306 от 23 октября 1943 года, «за проявленный героизм и отвагу, за стойкость, мужество, дисциплину, организованность и умелое выполнение боевых задач» 112-я танковая Краснознамённая бригада «Революционная Монголия» награждена почётным званием «Гвардейская». Директивой ГШ КА № орг/3/141088 от 31 октября 1943 года преобразована в 44-ю гвардейскую Краснознамённую танковую бригаду «Революционная Монголия».

## Участие в боевых действиях
Период вхождения в действующую армию: 3 января 1942 года — 24 декабря 1942 года; 4 февраля 1943 года — 19 сентября 1943 года.

## Курская битва

### 7 июля 1943 года

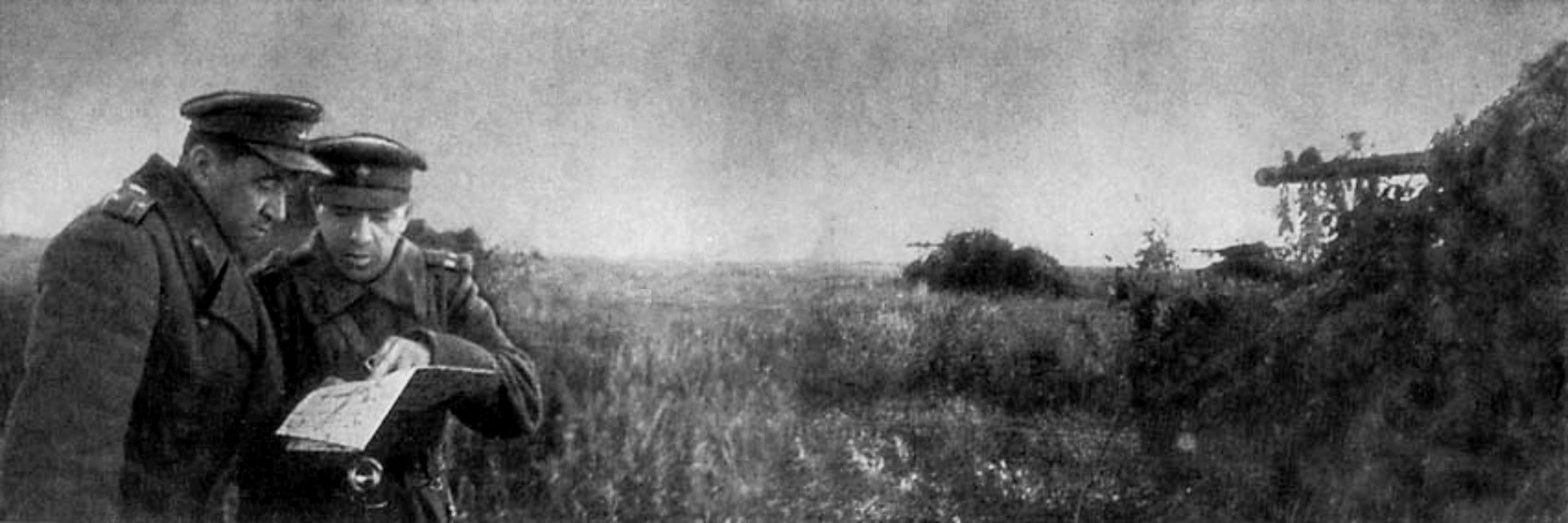
Воронежский фронт. Командир 112-й танковой бригады подполковник Михаил Трофимович Леонов (слева) и начальник штаба бригады подполковник Иосиф Ираклиевич Гусаковский накануне Курской битвы. На позициях видны замаскированные танки 112-й танковой бригады

Когда стало очевидно, что немцы в ближайшие час-полтора овладеют высотой 254.5, командующий 1 ТА, М. Е. Катуков оперативно принимает необходимые меры и по радио отдаёт приказ А. Л. Гетману — направить 112 тбр в село Сырцево и передать её на месте в распоряжение М. С. Кривошеина. Через полчаса начальник штаба 6 тк полковник Ситников подписал приказ о переброске бригады полковника М. Т. Леонова в полосу 3 мк, а в 11.30 комбриг уже читал этот документ. Около 15.00 59 боевых машин 112 тбр с ходу вступили в бой с бронегруппой «Великой Германии» на рубеже село Сырцево и высота 230.1.
На участке Сырцево — Верхопенье первой столкнулась с противником головная походная застава — два танковых взвода с десантом. Командир бригады приказал двум танковым батальонам занять оборону. Танкистов поддерживали батареи противотанковых орудий. Рота старшего лейтенанта Маслова расположилась в засаде развернувшись фронтом на юг у подножия безымянной высоты юго-восточнее Верхопенья и контролируя дорогу на Сырцево. Вскоре на засаду вышла танковая группа состоящая из 5 танков Тигр, они не смогли взять в лоб позиции, занимаемые танковыми батальонами Орехова и Боридько и решили обойти их, чтобы нанести фланговый удар. Последовала танковая дуэль, в результате три немецких танка были подбиты.
Неподалёку от танковой засады Маслова затаился со своей ротой старший лейтенант Рыбалко. Рота располагалась на высотке, с которой открывалась панорама встречного танкового боя — Т-34 шли навстречу Тиграм.
Во время очередной атаки, ободрённые успехом, немцы продвинулись вперед, не заботясь о флангах. В борта танков ударила рота старшего лейтенанта Рыбалко. Немцы отошли, оставив на поле боя пять подбитых танков. За этот бой старший лейтенант Рыбалко был награждён орденом Александра Невского.
Разведка сообщила — в районах сел Раково и Алексеевка отмечено скопление войск противника. Полковник Леонов решил произвести разведку боем. Рота Маслова, выделенная в разведку, обнаружила много танков.
Переброска 112 тбр в район Сырцева сыграла очень важную роль. Танкисты полковника М. Т. Леонова сковали силы боевой группы «Великой Германии», которая была усилена «пантерами», предотвратили захват села Сырцево и прорыв на север к Верхопенью. Это существенно повлияло и на действия немецкой 3 тд. Без поддержки правого соседа она продолжила топтаться на месте у Луханина. Из отчёта 112 тбр:

Получив боевое распоряжение, бригада немедленно выступила по маршруту ур. Толстое, Верхопенье, Сырцево. По достижении Верхопенья бригада получила приказ командира 3-го мк: немедленно атаковать противника в направлении Сырцево — Сырцев с задачей не допустить его прорыва в северном направлении.

Бригаде не было предоставлено ни возможности, ни времени ознакомиться со сложившейся обстановкой и связаться с частями, ведущими впереди бой. Бригада выступила в бой. В голове двинулась ГПЗ в составе двух взводов танков Т-34 с десантом пехоты 112-го мсб, за нею — 124-й тб. 125-й тб наступал во втором эшелоне, рота средних танков 125-го тб находилась в резерве и двигалась за колонной батальона.

В 15.00 ГПЗ достигла дороги Сырцево — выс. 254.5 и была встречена огнём засад четырёх танков Т-6 из района трёх курганов (южнее выс. 230.1. Понесла потери: 1 Т-34 сгорел, один подбит, ГПЗ отошла в укрытие и донесла в колонну главных сил о встрече с танками Т-6.

Развертывание главных сил бригады происходило уже под огнём танков противника, которые он стягивал к месту боя с ГПЗ. Противник одновременно вёл в бой до 80 танков и предпринял манёвр, стремясь охватить наш левый фланг. В целях недопущения этого 125-й тб был развернут уступом слева за 124-м тб, имея левый фланг у оврага, что северо-восточнее пяти курганов. В это время резерв развернулся флангом на юг на гребне безымянной высоты юго-восточнее Верхопенья, оседлал дорогу и вёл огонь с места по танкам и пехоте противника. Мсб развернулся впереди танков и быстро окопался, не допуская проникновения пехоты противника к нашим танкам.

Бой продолжался до наступления полной темноты. Несмотря на то, что наши танкисты впервые встретились с таким сильным оружием противника, как танк Т-6, они дрались отважно, к концу дня подбили и сожгли 6 Т-6, 4 танка других марок, 3 бронемашины, 16 автомашин, одно орудие и уничтожено до 200 солдат и офицеров противника.

Первый день боя с немецкими танками Т-6 показал, что борьба с ними вполне возможна имеющимися средствами, только требует изучения их «повадок», необходимо действовать хитростью, учитывая сильные и слабые стороны врага.

### Итог боя 7 июля
По сути 112 тбр предприняла лобовую «кавалерийскую» атаку против танковой бригады Штрахвица, которая двигалась на с. Сырцево. Нашим воинам ещё не было известно, что они столкнулись не только с «тиграми», а и с новыми «пантерами». Поэтому в отчёт и закралась ошибка с маркировкой немецких танков.
Из-за непродуманных и скоропалительных распоряжений комкора С. М. Кривошеина, принятых в горячке боя, бригаде М. Т. Леонова был нанесён существенный урон. В тот день среди всех соединений армии она понесла самые большие потери. Из строя вышли 19 Т-34 и 1 Т-70, в том числе 14 «тридцатьчетверок» сгорели полностью.
Ночью комбриг Леонов провёл перегруппировку. Танки заняли новый рубеж, подготовленный заранее. Истребительно-противотанковая батарея оставалась там, где вчера начался бой, на северных скатах безымянной высоты, в полутора километрах северо-восточнее Березовки.

### 8 июля 1943 года
На рассвете немцы подвергли позиции бригады артиллерийскому обстрелу и бомбардировке. Одновременно с этим танковая и пехотная дивизии немцев ударили с трёх сторон в направлении Обоянь и стали продвигаться на север.
«Великая Германия» продолжала запланированное наступление на Сырцево. Генерал Хейерляйн решил взять удерживающую его 112 тбр полковника М. Т. Леонова в клещи. Бригада «пантер» Штрахвица ударила с юго-востока, в направлении выс. 218.5, а батальоны гренадерского полка попытались охватить село с севера. В это время самая сильная дивизия немецкого корпуса втянулась в горловину своеобразного «мешка», который образовали: слева села на восточном берегу Пены, а справа и спереди — отроги глубокого заболоченного оврага, проходящего от выс. 230.1 полукругом до северных окраин Сырцева. Учитывая рельеф местности и упорство советских частей, узел сопротивления в Сырцеве для 48 тк в тот момент оказался как кость в горле. Батальон Боридько, при этом, оказался в тылу противника и оврагами пробирался на соединение с бригадой.
Кнобельсдорф утром выехал к Хейерляйну, чтобы самому наблюдать за боем у этого села и личным присутствием подтолкнуть командование дивизии к более решительным и настойчивым действиям.
Батальоны «пантер» нанесли сильный удар. Но танкисты полковника М. Т. Леонова, используя складки местности и отсутствие над головой «соколов» 8-го штурмового авиакорпуса Зайдемана, дрались храбро и очень упорно. Из отчёта штаба 112 тбр:

«С 7.30. 8 июля противник с рубежа Сырцево, Гремучий продолжил развивать наступление в западном направлении. На участке обороны бригады наступало до 70 танков. Бригада вела бой с танками и пехотой противника, упорно удерживая занимаемые рубежи. Танковые батальоны вели огонь с места, из-за укрытий и маневрируя. Пехота стойко удерживала позиции, не уходя из окопов, даже когда танки утюжили их траншеи.

К 11.30 в 124-м тб осталось 4 Т-34, в 125-м тб (оборонявшемся без 2-й роты) осталось 5 Т-34, которые продолжали упорно вести бой. 2-я рота продолжала находиться на выс. 135.4 (южные окр. Верхопенье), вела ожесточённый бой с танками врага, наступавшими с направления Гремучий. От основных сил бригады 2-я рота 125-го тб была отрезана танками противника, просочившимися в ур. Щенячье и двигавшимися на запад».
К полудню стало ясно, что, хотя 112 тбр была оттеснена в село, штурм села может затянуться надолго. Поэтому, с согласия Кнобельсдорфа, Хейерляйн отдал приказ: оставить перед Сырцевом заслон из фузилёров, а бригадой «пантер» Штрахвица и гренадерским полком продолжить атаку в направлении Верхопенья.
К 13.00 передовые части «Великой Германии», смяв оборону 199 гв. сп дивизии полковника А. И. Баксова, ворвались в ур. Щенячье, а четыре танка прорвались непосредственно к южным окраинам Верхопенья, в район мельницы, что в 300 м южнее МТС. Огнём 200 тбр полковника Н. В. Моргунова и батарей 12 иптап 2 немецких танка были сожжены, а 2 повернули назад и скрылись в урочище.
Получив сообщение о выходе немцев к Верхопенью и высоких потерях бригады М. Т. Леонова, командир 6 тк, стремясь сохранить силы 112 тбр для удержания переправ в Сырцево, в 13.00 отдаёт приказ об отводе её на западный берег. При этом бригада должна была двумя узлами сопротивления держать оба моста через Пену в самом селе. Но связь с её штабом прервалась, поэтому распоряжение было передано по радио соседней 10 мбр 3 мк. В 13.10 начальник штаба 10 мбр направляет следующее письмо:

«Командиру 112-й тбр

Командир корпуса приказал выйти на восточный берег р. Пены и не допустить противника занять восточный берег р. Пена сев. Сырцево. Восточнее Сырцево, 218.5 — части 10-й мбр. Приказ получен по радио начальником штаба 10-й мбр. 8.7.1943 г. 13.10»
Получив этот небольшой клочок бумаги, полковник М. Т. Леонов на его обратной стороне пишет карандашом донесение генералу С. М. Кривошеину, в чьём оперативном подчинении он по-прежнему находился:

«Командиру 3-го мк. В строю имею девять танков Т-34 и пятнадцать танков Т-70. С разрешения ком. 6-го тк отошёл с боем западнее Сырцево. Пехота имеет большие потери. Прошу разрешения занять западный берег танками и восточный берег остатками пехоты. 14.00 08.7.43 г.»

### 9 июля 1943 года
Рано утром бригаду с фронта и фланга атаковали около двухсот танков. В 12.00 командир бригады получил приказ: отойти на западный берег реки Пены. Батальон майора Орехова занял оборону в деревне Березовка. Немецкие войска, не считаясь с потерями, непрерывно атаковали.
К вечеру между флангом 6-го танкового корпуса, в который входила бригада «Революционная Монголия», и правым флангом 3-го механизированного корпуса образовался разрыв.

### 10 июля 1943 года
С рассветом около ста немецких танков из района севернее Верхопенье устремились в этот разрыв, атакуя 112-ю танковую бригаду в западном и юго-западном направлениях и вышли к перекрёстку дорог возле урочища Толстое. Командир бригады, полковник Леонов, приказал бригаде занять круговую оборону. Основные силы немцев нанесли удар по батальону Орехова, в котором на тот момент оставалось девять Т-34 и один Т-70. Полковник Леонов приказал танковому батальону майора Боридько ударить во фланг немцам, которые атаковали батальон Орехова.

«Танки сходились вплотную, таранили друг друга, расстреливали в упор. Из подбитых, охваченных пламенем машин выскакивали танкисты, вытаскивали раненых, кое-кто пытался гасить на себе пылающую одежду. На маленьком клочке земли между подбитыми танками метались члены экипажей, охотились друг за другом, пуская в ход пистолеты и ножи. Вспыхивали короткие рукопашные схватки.»
Батальон Боридько уничтожил шесть Тигров, пять Т-IV, в бою отличилась рота Маслова, которая уничтожила пять танков.
Немецкие части, в ходе наступления, заняли господствующую высоту и перекрёсток дорог. С прорвавшимися танками немцев вступили в бой части 90-й стрелковой дивизии, а также танкисты и автоматчики 112-й танковой бригады. Немцы продвигались по всему фронту обороны 112-й танковой бригады, танкисты, артиллеристы и пехотинцы отбивали атаки одну за другой.
В самый напряжённый момент, полковник Леонов, совместно с командиром 200-й бригады организовали контратаку, которая задержала продвижение противника на несколько часов.

«По всему необъятному полю, тут и там чернели покинутые сгоревшие танки: наши и немецкие, с развороченными бортами, сорванными башнями, поникшими орудиями. Неподалёку от командного пункта застыли два танка. Немецкий Тигр раскинул разорванную снарядом гусеницу, второй снаряд попал в пушку, сорвало дульный тормоз. Люки открыты, но экипаж спастись не сумел — в пшенице валялись убитые немцы в комбинезонах. Метрах в двадцати от него вросла в землю тридцатьчетверка, чёрная как сажа, с закрытыми люками — танкисты дрались до конца…»

### 11 июля 1943 года
Бригада получила приказ о выведении её остатков для ремонта, пополнения боекомплекта, заправки и доукомплектования.
Во второй половине дня бригада сосредоточилась в урочище Долгонькое. Танкисты ремонтировали танки, исправляли повреждения.

### 12 июля 1943 года
На рассвете танковая бригада получила пополнение: новенькие Т-34 и Т-70.
К вечеру бригада совместно с 60-м танковым полком, батареей самоходных артиллерийских установок и двумя батареями истребительно-противотанковых орудий заняла оборону северо-западнее урочища Толстое.

### 14 июля 1943 года
Утром противник атаковал позиции бригады. Пехота противника просочилась по многочисленным оврагам и сосредоточилась у западной опушки урочища. Танковые атаки немцев следовали одна за другой, они маневрировали, перестраивались пытаясь нащупать слабое место в обороне.
В разгар боёв полковник М. Т. Леонов направил телеграмму в Улан-Батор Премьер-министру МНР маршалу Чойбалсану. В ней приводились цифры уничтоженной техники за восемь дней боёв, в том числе семьдесят два танка, из которых тридцать один Тигр. Телеграмма была опубликована в газете Унэн 20 июля 1943 года.

### Пополнение потерь
В урочище Большое бригада находилась до начала августа. Танкисты получали новые танки, исправляли повреждённые, принимали пополнение. В один из дней состоялось вручение правительственных наград героям Курской битвы.

## Освобождение Украины

### Бои за Богодухов
Войска Воронежского фронта, в состав которого входила бригада «Революционная Монголия», продвигались с боями к Богодухову. Штурм Богодухова был стремительным и внезапным. Немцы вдруг с ужасом обнаружили на улицах городка советские танки.
После взятия Богодухова бригада получила приказ: захватить станцию Высокополье и перерезать железную дорогу Харьков — Полтава. Эта задача была поставлена перед батальоном майора Орехова. Батальон насчитывал двадцать шесть танков и был усилен батальоном автоматчиков, батареями противотанковых орудий, самоходок, двумя зенитными орудиями и сапёрным взводом. Рота старшего лейтенанта Маслова двигалась в голове колоны.
Батальон Орехова захватил посёлок и удерживал его, отбивая контратаки немцев. Командованию бригады стало ясно: немцы стремятся отсечь их от основных сил корпуса. Отбивая атаки немецких войск, батальон Орехова потерял сгоревшими и подбитыми тринадцать танков, самоходную установку и два зенитных орудия, выбыло из строя больше половины батальона автоматчиков.
Под давлением превосходящих сил противника командир бригады приказал Орехову оставить Высокополье и отойти. К утру в окружённом немцами батальоне Орехова осталось десять танков и одно орудие. Из соседнего села Первомайское пробились две тридцатьчетверки из батальона Боридько. К ним с боем прорвались два батальона 6-й мотострелковой бригады.
Повторной внезапной атакой бригада захватила Высокополье и удерживала железную дорогу Харьков — Полтава.
Вскоре бригада, по приказу командира корпуса, была переброшена в район посёлка Мирное. Здесь, вместе с частями 90-й стрелковой дивизии она вступила в бой. До вечера батальон Орехова потерял все танки, в батальоне Боридько осталось семь танков оборонявшихся на северном берегу реки. К полуночи немцы перебросили к Мирному подкрепление на бронетранспортерах и захватили посёлок.
Шесть отремонтированных танков для бригады передали танкисты 200-й танковой бригады, а два танка ввели в строй ремонтники бригады.
Бригада получила приказ: срочно отходить на север к Богодухову. Немецкие войска заняли Ахтырку. На участке обороны 27-й армии немецкие войска, сосредоточив на узком участке до семидесяти танков, прорвали оборону фронта.
Немцы фланговым ударом отсекли советские войска, наступающие на Харьков. Они продвинулись вперед и вышли на рубеж Весёлый Гай, Каплуновка. Отходя на север, бригада вела ожесточённые бои. Немцы преследовали, не давая возможности оторваться. Утром бригаде пришлось отходить в район совхоза Ильичевка.

### Гибель командира бригады
20 августа 1943 года в 17 часов, командир бригады полковник М. Т. Леонов погиб от осколка разорвавшегося снаряда, который попал в голову. Полковника Леонова похоронили с воинскими почестями в Богодухове. За мужество и отвагу, проявленные в последнем бою (контратака), полковник Леонов был посмертно награждён орденом Отечественной войны I степени. Погибшего командира заменил заместитель командира полка майор Е. Я. Стысин. Вместе с другими частями 6-го корпуса бригада продолжала бои до 28 августа и отомстила за смерть командира.
Бригада получила пополнение и вместе с другими частями, действующими на этом участке фронта, освобождала Ахтырку. После этого бригаду вывели из боя и перебросили под Сумы. С 21 сентября 1943 года бригаду возглавил начальник штаба бригады подполковник И. И. Гусаковский.

## Состав
На момент формирования:
- Управление бригады (штат № 010/303)
- Рота управления (штат № 010/304)
- Разведывательная рота (штат № 010/305)
- 124-й танковый батальон (штат № 010/306)
- 125-й танковый батальон (штат № 010/306)
- 112-й мотострелково-пулемётный батальон (штат № 010/307)
- Ремонтно-восстановительная рота (штат № 010/308)
- Автотранспортная рота (штат № 010/309)
- Медико-санитарный взвод (штат № 010/310)

С мая 1942 года:
- Управление бригады (штат № 010/345)
- 124-й отдельный танковый батальон (штат № 010/346)
- 125-й отдельный танковый батальон (штат № 010/346)
- 112-й мотострелково-пулемётный батальон (штат № 010/347)
- Противотанковая батарея (штат № 010/348)
- Зенитная батарея (штат № 010/349)
- Рота управления (штат № 010/350)
- Рота технического обеспечения (штат № 010/351)
- Медико-санитарный взвод (штат № 010/352)

С декабря 1942 года:
- Управление бригады (штат № 010/270)
- 124-й отдельный танковый батальон (штат № 010/271)
- 125-й отдельный танковый батальон (штат № 010/272)
- 112-й мотострелково-пулемётный батальон (штат № 010/273)
- Истребительно-противотанковая батарея (штат № 010/274)
- Рота управления (штат № 010/275)
- Рота технического обеспечения (штат № 010/276)
- Медико-санитарный взвод (штат № 010/277)

## Командование бригады

### Командиры бригады
- Гетман, Андрей Лаврентьевич (03.01.1942 — 19.04.1942), полковник[9];
- Леонов, Михаил Трофимович (20.03.1942 — 20.08.1943), подполковник, с 14.09.1942 полковник (20.08.1943 погиб в бою);
- Стысин, Ефим Яковлевич (20.08.1943 — 21.09.1943), майор (ВРИД)[8];
- Гусаковский, Иосиф Ираклиевич (21.09.1943 — 23.10.1943), подполковник[10][11]

### Заместители командира по строевой части
- Хилобок Спиридон Тимофеевич (02.1942 — 18.09.1942), майор;
- Морозов, Иван Фёдорович (15.09.1942 — 11.1942), майор;
- Чернушевич Александр Антонович (11.1942 — 02.01.1943), подполковник;
- Чернов Алексей Фёдорович (07.1943), подполковник;
- Стысин Ефим Яковлевич (08.1943 — 23.10.1943), майор

### Военные комиссары бригады, с 09.10.1942 — заместители командира бригады по политической части
- Шалунов Василий Михайлович (03.01.1942 — 27.01.1943), старший батальонный комиссар, с 5.12.1942 полковник;
- Вобян, Санасар Ервандович (27.01.1943 — 16.06.1943), подполковник[12]

### Начальники штаба бригады
- Леонов Михаил Трофимович (03.01.1942 — 19.04.1942), подполковник[9];
- Гусаковский Иосиф Ираклиевич (19.04.1942 — 12.08.1943), подполковник (12.08.1943 ранен);
- Бунин Лев Исаакович (12.08.1943 — 03.09.1943), подполковник;
- Воробьёв Александр Иванович (04.09.1943 — 23.10.1943), майор[13]

### Начальники политотдела, с 16.06.1943 он же заместитель командира по политической части
- Огнев Николай Александрович (03.01.1942 — 22.05.1943), старший батальонный комиссар, с 28.09.1942 полковой комиссар, с 5.12.1942 полковник;
- Вобян Санасар Ервандович (16.06.1943 — 23.10.1943), подполковник[12]

## Награды и почётные наименования
| Награда (наименование)                         | Дата награждения                                                       | За что получена |
| ---------------------------------------------- | ---------------------------------------------------------------------- | --- |
| Орден Красного Знамени                         | награждена указом Президиума Верховного Совета СССР от 3 мая 1942 года | за образцовое выполнение боевых заданий командования на фронте борьбы с немецкими захватчиками и проявленные при этом доблесть и мужество |
| Почётное наименование «Революционная Монголия» | присвоено 12 января 1943 года                                          | |

## Память
112-я танковая дивизия упомянута на плите мемориального комплекса «Воинам-сибирякам», Ленино-Снегирёвский военно-исторический музей.

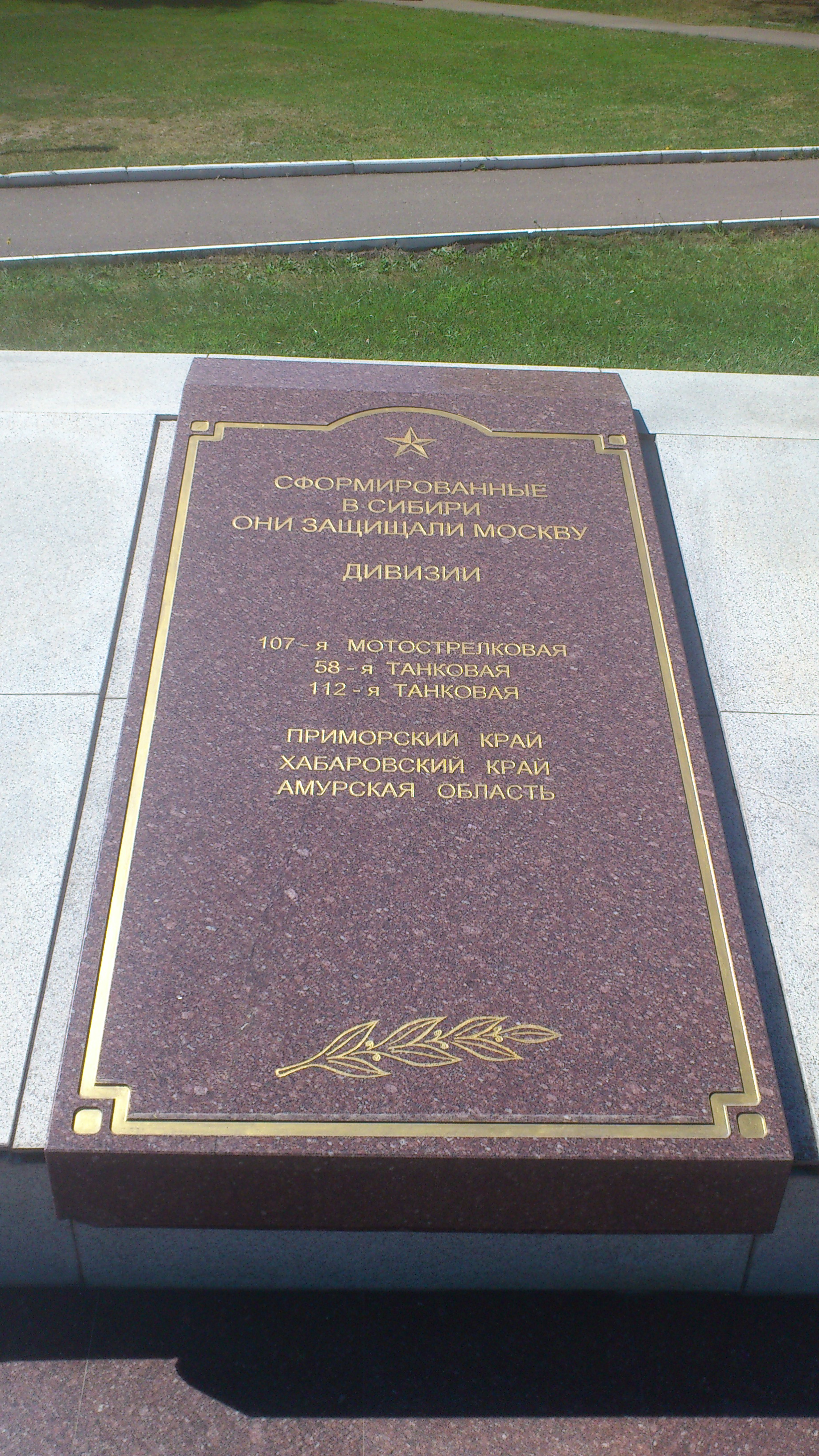
«Сформированные в Сибири, они защищали Москву» — на плите мемориального комплекса «Воинам-сибирякам».
Мемориальный комплекс «Воинам-сибирякам», Ленино-Снегирёвский военно-исторический музей.